# Brusné
Brusné är en ort i Tjeckien.   Den ligger i regionen Zlín, i den östra delen av landet, 250 km öster om huvudstaden Prag. Brusné ligger 318 meter över havet och antalet invånare är 369.
Terrängen runt Brusné är kuperad åt sydost, men åt nordväst är den platt. Terrängen runt Brusné sluttar västerut. Runt Brusné är det ganska glesbefolkat, med 26 invånare per kvadratkilometer. Närmaste större samhälle är Zlín, 15,2 km söder om Brusné. I omgivningarna runt Brusné växer i huvudsak blandskog.